# Gregor Rabinovitch
Gregor Rabinovitch, eigentlich Grigori Idelewitsch Rabinowitsch (russisch Григорий Иделевич Рабинович; * 13. August 1884 in Oranienbaum (Russland) bei Sankt Petersburg; † 31. Oktober 1958 in Zürich), war ein Grafiker und Karikaturist. Er lebte ab 1914 in der Schweiz.

## Leben und Werk
Gregor Rabinovitch wurde als Sohn jüdischer Eltern im nahe Sankt Petersburg gelegenen Oranienbaum geboren, seine Eltern stammten aus Vilnius. Nach dem Tod des Vaters zog die Familie nach Minsk. Ab 1904 studierte er Graphik in München sowie Architektur in St. Petersburg. Dem Wunsch seiner Eltern folgend nahm er ein Studium der Rechtswissenschaft an der Universität Moskau auf, das er 1911 mit dem Doktorat abschloss. Ab 1912 lebte er, künstlerisch tätig, in Paris. Bei einer Reise nach Österreich mit seiner späteren Frau, der Malerin Stefanie von Bach, blieb er wegen des beginnenden Ersten Weltkrieges in Genf stecken. Einige Jahre später ließ er sich in Zürich nieder. Gregor Rabinovitch und Stefanie von Bach heirateten hier 1917, die Tochter Isa kam in demselben Jahr zur Welt. Er war stark in die Künstlergemeinschaft der Stadt integriert und verließ im Gegensatz zu zahlreichen anderen Emigranten auch nach Ende des Ersten Weltkrieges 1918 die Schweiz nicht. 1929 erhielt er das Bürgerrecht der Stadt Zürich.
Rabinovitch bewegte sich in Kreisen sozial und politisch engagierter Künstler, zu seinen Freunden gehörten unter anderem Eduard Gubler und Otto Morach. Zu den Zürcher Dadaisten um Hugo Ball hielt er aber Distanz. Aus der Ferne sympathisierte er mit der Russischen Revolution. Bald begann er, im sozialdemokratischen „Volksrecht“ zu publizieren, ab 1922 arbeitete er für die Satirezeitschrift Nebelspalter, dem er bis in die 1950er Jahre treu blieb. Inhaltlich waren die Zeichnungen von Pazifismus und einem starken Engagement gegen den Faschismus geprägt, auch die schweizerische Politik war vor seiner spitzen Feder nicht sicher. Beides führte wiederholt zu Protesten und zu Auseinandersetzungen mit der Zensur. 1937 wurde im Rahmen der deutschlandweiten konzertierten Aktion „Entartete Kunst“ aus der Städtischen Bildergalerie Wuppertal-Elberfeld seine Druckgrafik Selbstporträt beschlagnahmt und vernichtet.
Nach dem Zweiten Weltkrieg wandte er, der noch 1934 die Sowjetunion positiv eingeschätzt hatte, sich einem Stalin angreifenden Antikommunismus zu.
Einen wichtigen und auch finanziell einträglichen Aspekt seiner Arbeit stellen die Exlibris (Bucheignerzeichen) dar. Auf Beruf, Stellung oder Wohnort des Auftraggebers ging er mit Witz und Poesie ein. Ebenso machte er sich einen Namen mit Porträts von Zeitgenossen, welche er im Nebelspalter oder als Auftragsarbeiten zeichnete.
In den letzten Jahren musste er mit zunehmender Bitterkeit den Niedergang der politischen Karikatur in der Nachkriegszeit beobachten. Gregor Rabinovitch wurde auf dem Friedhof Enzenbühl begraben. Sein Nachlass befindet sich in der Zentralbibliothek Zürich.

## Werkauswahl

### Mappen
- Schrecken des Krieges, 6 Radierungen, Zürich 1915.
- Jewish Agency, 36 Köpfe (vom 16. Zionistenkongress Zürich 1929), Lithographien, Zürich 1929.
- "12 Akte", Lithographie, 30 nummerierte Mappen, Zürich 1933.
- Die Mitglieder des Stadtrates, der Präsident und die Fraktionschefs des Gemeinderates (der Stadt Zürich). Im Auftrag des Stadtpräsidenten porträtiert, 1 Blatt, 19 Tafeln, Zürich 1954.

10 Ex Libris Radierungen, Zürich, Selbstverlag, 1922. Dieses Werk wurde in einer einmaligen Auflage von 80 Exemplaren auf der Graf-Presse in München hergestellt (handsigniertes Beilageblatt). Das vorliegende Exemplar No. 68 enthält eine Widmung an Sasha Morgenthaler. Mit diesem Werk zeigt G.R. zum ersten Mal den Graphik-Sammlern sein Schaffen auf dem Gebiete der Ex Libris (ausführliches Vorwort von E.W. Netter). Die 10 Ex Libris gehören: Armin Ris, Heinrich Erzinger, Kurt Sponagel, Ferdinand Rieser, Harold Picton, Carl Brüschweiler, GR. Rabinovitch-Zürich, Emil Netter, Mario Genin, Marie Sokoloff.

### Buchillustrationen
- Charlot Strasser, Wer hilft? Zwei soziale Novellen, Frauenfeld/Leipzig 1918.
- Sergius Minnich, Visionen der Zwölfnächte (5 Holzschnitte), Basel 1922.
- E. T. A. Hoffmann, Die Elixiere des Teufels, Zürich 1940.

### Eigene Schriften
- Die Kunst des Radierens, in: Schweizerland 6 (1920), S. 418–423.
- Erinnerungen aus Kindheit und Jugend (Mit 33 Zeichnungen), Zürich 1944.